# Dmytro Lopa
Dmytro Serhijowycz Lopa, ukr. Дмитро Сергійович Льопа (ur. 23 listopada 1988 w Krzemieńczuku) – ukraiński piłkarz grający na pozycji pomocnika.

## Kariera piłkarska

### Kariera klubowa
Wychowanek klubu Atłant Krzemieńczuk. Pierwszy trener Serhij Muradian. W 2002 został razem z braćmi bliźniakami Maksymem i Pawłem Paszajewym zaproszony do Dnipra Dniepropetrowsk. W 2004 debiutował w drużynie rezerwowej, a 14 lipca 2007 w podstawowej jedenastce Dnipra w meczu z Krywbasem Krzywy Róg. W końcu grudnia 2011 został ponownie wypożyczony do Krywbasa Krzywy Róg. Podczas przerwy zimowej sezonu 2012/13 Krywbas wykupił transfer piłkarza. W lipcu 2013 roku przeszedł do Karpat Lwów. 26 czerwca 2014 przeniósł się do Metałurha Zaporoże. 22 lipca 2015 dołączył do Metalista Charków. 2 lutego 2016 przeszedł do węgierskiego klubu Puskás Akadémia FC. 26 sierpnia 2016 został wypożyczony do NK Osijek, a 28 czerwca 2017 chorwacki klub wykupił transfer piłkarza.

## Kariera reprezentacyjna
Rozpoczynał w reprezentacji Ukrainy U-17, potem występował w juniorskiej i młodzieżowej reprezentacji Ukrainy.

## Sukcesy i odznaczenia

### Sukcesy indywidualne
- wybrany do listy 33 najlepszych piłkarzy roku na Ukrainie: 2007 (nr 3)